# あの娘は知らない
『あの娘は知らない』（あのこはしらない）は、2022年9月23日に公開された日本映画。レプロエンタテインメント主催の映画製作プロジェクト「感動シネマアワード」でグランプリを受賞した企画の映画化作品。家族を亡くし、孤独感を抱えながらも旅館を営む女性と死別した恋人の軌跡を辿る男の交流を描く。

## キャスト
- 中島奈々：福地桃子
- 藤井俊太郎：岡山天音[1][2]
- かなえ：野崎智子[1][2]
- 翔太：吉田大駕[1][2][3]
- 優太：赤瀬一紀[1][2]
- 順一：丸林孝太郎[1][2]
- 拓馬：上野凱[1][2]
- 克子：久保田磨希[1][2]
- 横田：諏訪太朗[1][2]
- ママ：安藤玉恵[1][2][4]

## スタッフ
- 脚本・監督：井樫彩
- 撮影：富田伸二（J.S.C.）
- 照明：太田博
- 録音・音響効果：光地拓郎
- 音楽：鷹尾まさき
- 編集：小林美優
- 美術：内田紫織
- スタイリスト：藤山晃子
- ヘアメイク：藤原玲子
- 助監督：水波圭太
- 制作担当：金子堅太
- 宣伝：福永津々稀、柴田健史、矢部紗耶香
- 宣伝美術：石井勇一（OTUA）
- スチール：水津惣一郎
- エグゼクティブプロデューサー：本間憲
- 企画・プロデュース：菊地陽介
- プロデューサー：木滝和幸
- 企画協力プロデューサー：小峰克彦
- ラインプロデューサー：西田敬
- 助成：文化庁「ARTS for the future!」補助対象事業
- 配給：アーク・フィルムズ、レプロエンタテインメント
- 制作プロダクション：マグネタイズ
- 製作：レプロエンタテインメント、東放学園映画専門学校